# یواس‌اس تریر (اس‌پی-۹۶۰)
یواس‌اس تریر (اس‌پی-۹۶۰) (به انگلیسی: USS Terrier (SP-960)) یک کشتی بود که طول آن ۴۰ فوت (۱۲ متر) بود. این کشتی در سال ۱۹۱۷ ساخته شد.